# Burbur
Burbur es una localidad caboverdiana del municipio de São Salvador do Mundo.

## Geografía
La localidad está situada en la isla Santiago.

## Organización territorial
La localidad abarca los lugares y barrios de:
- Chã Mendes
- Cobon
- Cutelon
- Lugar Novo
- Monte
- Terra Branco
- Txico Lopi